# Pamětník (Chlumec nad Cidlinou)
Pamětník (německy Pamietnik) je vesnice, část města Chlumec nad Cidlinou v okrese Hradec Králové. Nachází se asi 3,5 km na jih od Chlumce nad Cidlinou. V roce 2009 zde bylo evidováno 63 adres. V roce 2001 zde trvale žilo 96 obyvatel.
Pamětník je také název katastrálního území o rozloze 1,94 km2.
Nedaleko se nachází přírodní památka Pamětník a neoficiální nudistická pláž v prostoru bývalé pískovny.
V obci se narodil Václav Horyna (1906–1997), učitel a sběratel regionálních pověstí.